# 4-甲氧基苯甲腈
4-甲氧基苯甲腈是一种有机化合物，化学式为C8H7NO。它可由4-甲氧基苯甲醇的氨氧化反应制得；4-甲氧基苯甲醛在催化下和盐酸羟胺反应，也能得到4-甲氧基苯甲腈。在催化下，它和氨硼烷或氢气反应，可以得到二(4-甲氧基苄基)胺。